# Obadja (profeet)

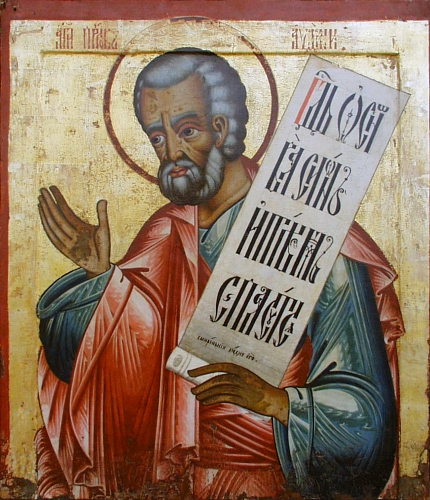
Russisch-orthodox icoon van Obadja

Obadja (Hebreeuws: עובדיה, ʿOvadyah of עבדיהו, ʿOvadyahu, "slaaf van Jah") was een profeet aan wie het gelijknamige boek Obadja uit de Hebreeuwse Bijbel wordt toegeschreven, in het christendom het vierde in de serie van twaalf Kleine profeten.
Hoewel sommige christelijke tradities beweren dat Obadja in Sichem zou zijn geboren en de derde bevelhebber zou zijn die door Achazja naar Elia werd gestuurd (naar 2 Koningen 1:13-16) moet worden vastgesteld:

Over Obadja is verder niets bekend. De tekst bevat ook geen concrete aanknopingspunten voor een datering van zijn optreden. Algemeen wordt aangenomen dat vers 11-14 zinspeelt op de verovering en verwoesting van Jeruzalem door de Babyloniërs onder Nebukadnessar in 586 v.Chr. Waarschijnlijk is het boek samengesteld uit profetische teksten uit verschillende tijden (zesde-derde eeuw v.Chr.).

Over de auteur is ons weinig bekend, behalve dat hij schrijft na de val van Jeruzalem in 587 v.Chr. (zie v.11). De profeet richt zich tegen het van oudsher nauw verwante buurvolk Edom, dat niet alleen leedvermaak had bij de belegering en de inneming van Jeruzalem door de Babyloniërs, maar zich zelfs aan de zijde van de vijand schaarde.

## Rabbijnse traditie
Volgens de Talmoed was Obadja afkomstig uit Edom en bekeerd tot het Judaïsme, en was hij een afstammeling van Eliphaz, de vriend van Job. Hij wordt geïdentificeerd als de dienstknecht van Achab en men beweert dat hij werd gekozen om tegen Edom te profeteren omdat hijzelf een Edomiet was. Vooral omdat hij met twee zulke goddeloze personen had geleefd als Achab en Izebel zonder dat hij hun slechte gewoonten overnam, zou hij de meest geschikte persoon zijn om tegen Esau (Edom) te profeteren, die was opgevoed door twee vrome personen (Isaäk en Rebekka) zonder hun goede gewoonten over te nemen.
Obadja zou de gave van profeteren hebben ontvangen omdat hij de 120 profeten had verborgen toen zij door Izebel werden vervolgd. Hij verborg de profeten in twee grotten, zodat als de profeten in één grot zouden worden ontdekt, de anderen nog zouden kunnen ontsnappen (1 Koningen 18:3,4). Obadja was bijzonder rijk, maar zijn rijkdom werd besteed aan het voeden van de arme profeten, totdat zijn geld op was en hij om hen te ondersteunen, geld moest lenen van de zoon van Achab, Jehoram. Obadja's vrees voor God was een orde hoger dan die van Abraham en als het huis van Achab gezegend zou kunnen worden, zou dat zijn vanwege de godsvrucht van Obadja.